# لیتل پنی (کالیفرنیا)
لیتل پنی (به انگلیسی: Little Penny) یک منطقهٔ مسکونی در ایالات متحده آمریکا است که در شهرستان مندوسینو، کالیفرنیا واقع شده‌است. لیتل پنی ۲۶۸ متر بالاتر از سطح دریا واقع شده‌است.